# Salix acutifolia
Salix acutifolia är en videväxtart. Salix acutifolia ingår i släktet viden, och familjen videväxter.

## Underarter
Arten delas in i följande underarter:
- S. a. acutifolia
- S. a. pomeranica

## Bildgalleri

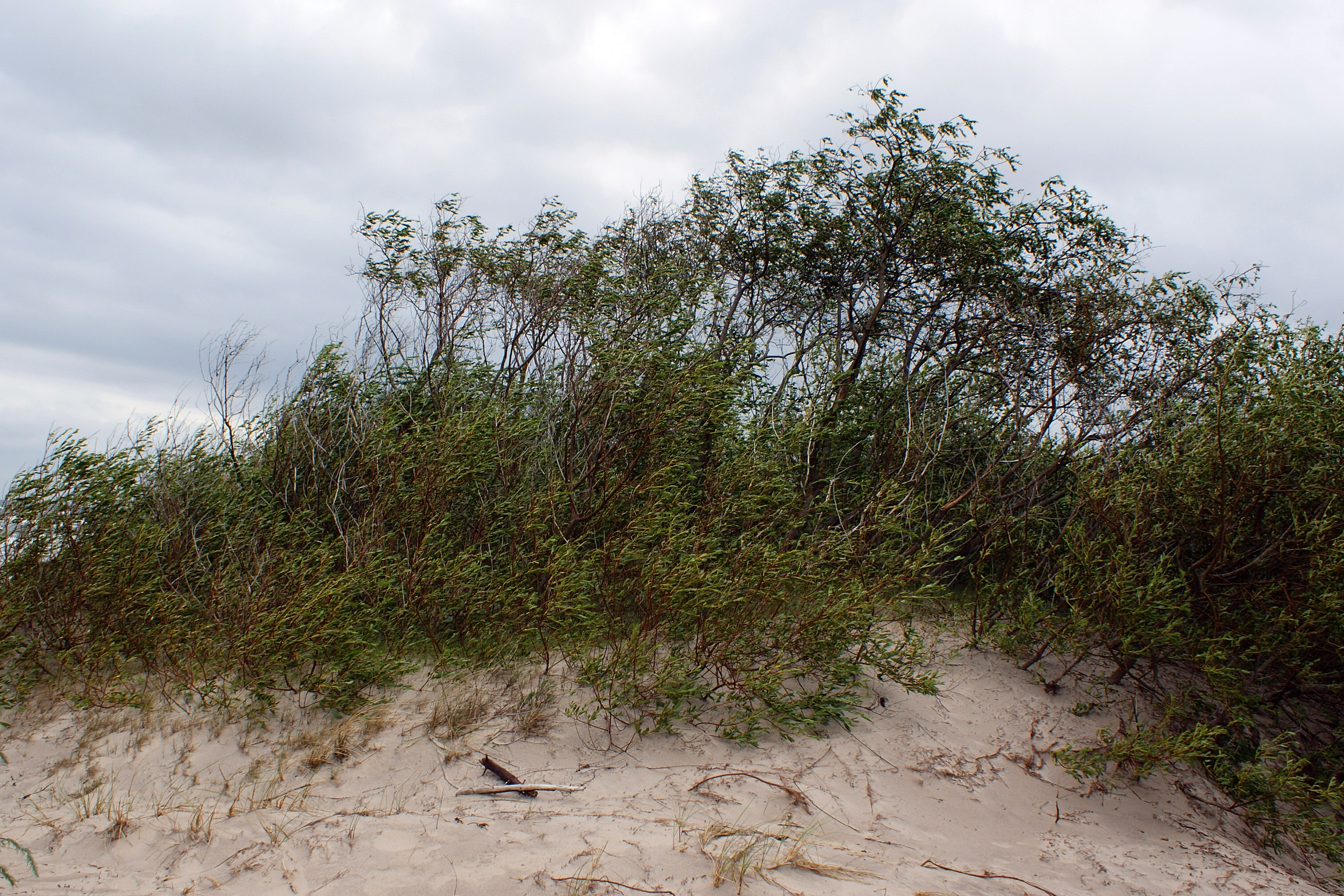
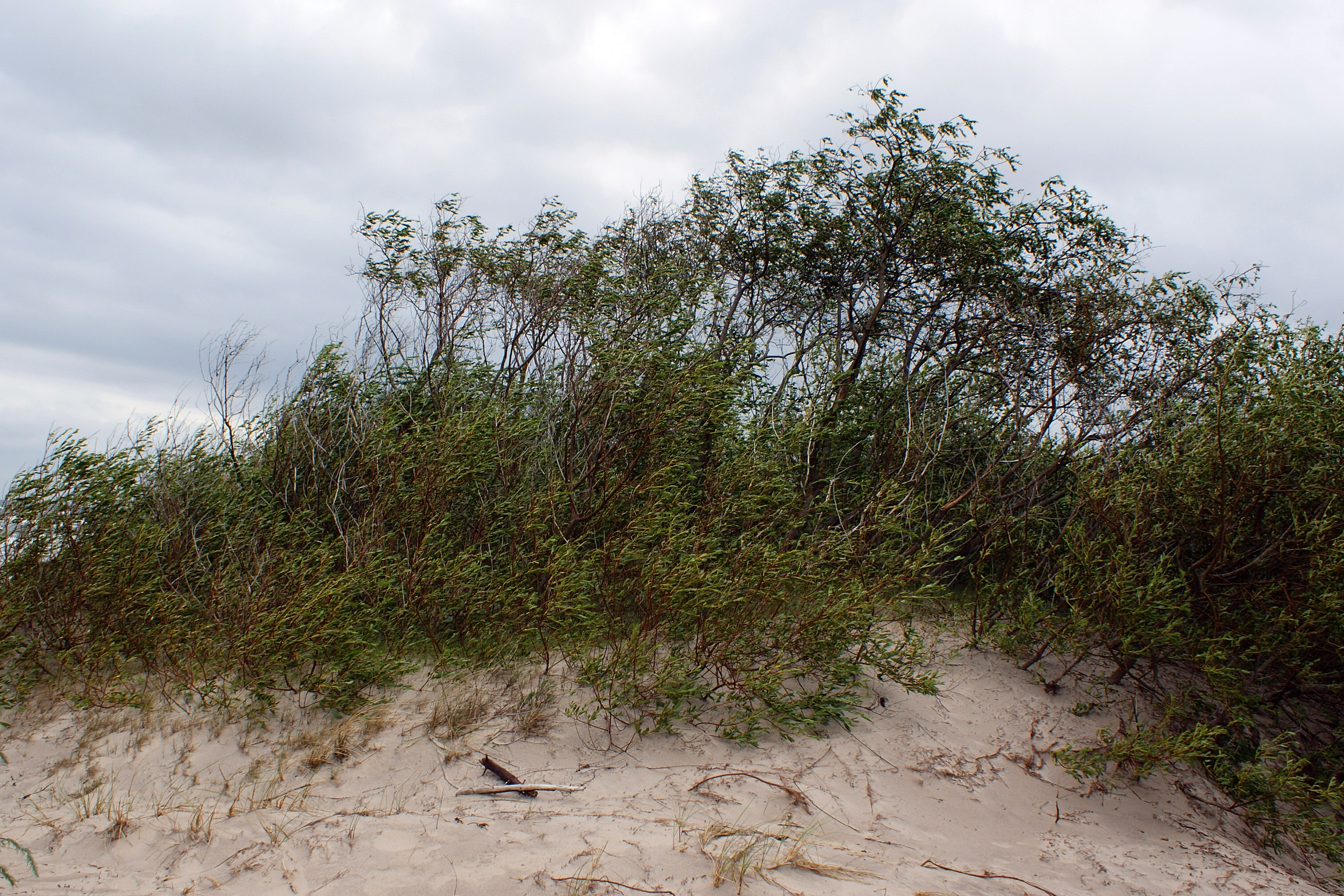